# Theretra oldenlandiae
Theretra oldenlandiae är en fjärilsart som beskrevs av Fabricius 1775. Theretra oldenlandiae ingår i släktet Theretra och familjen svärmare. Inga underarter finns listade i Catalogue of Life.

## Bildgalleri

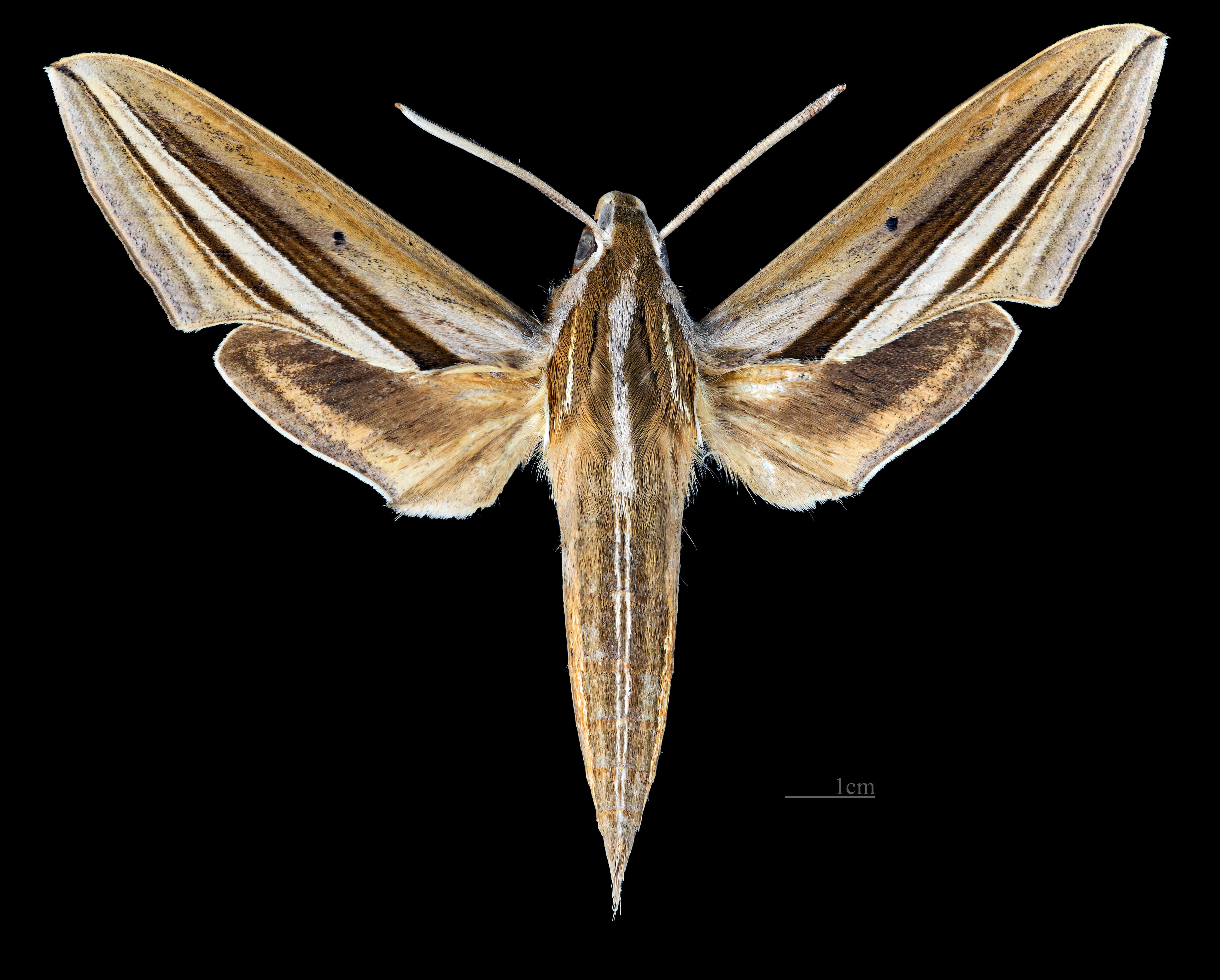
♂
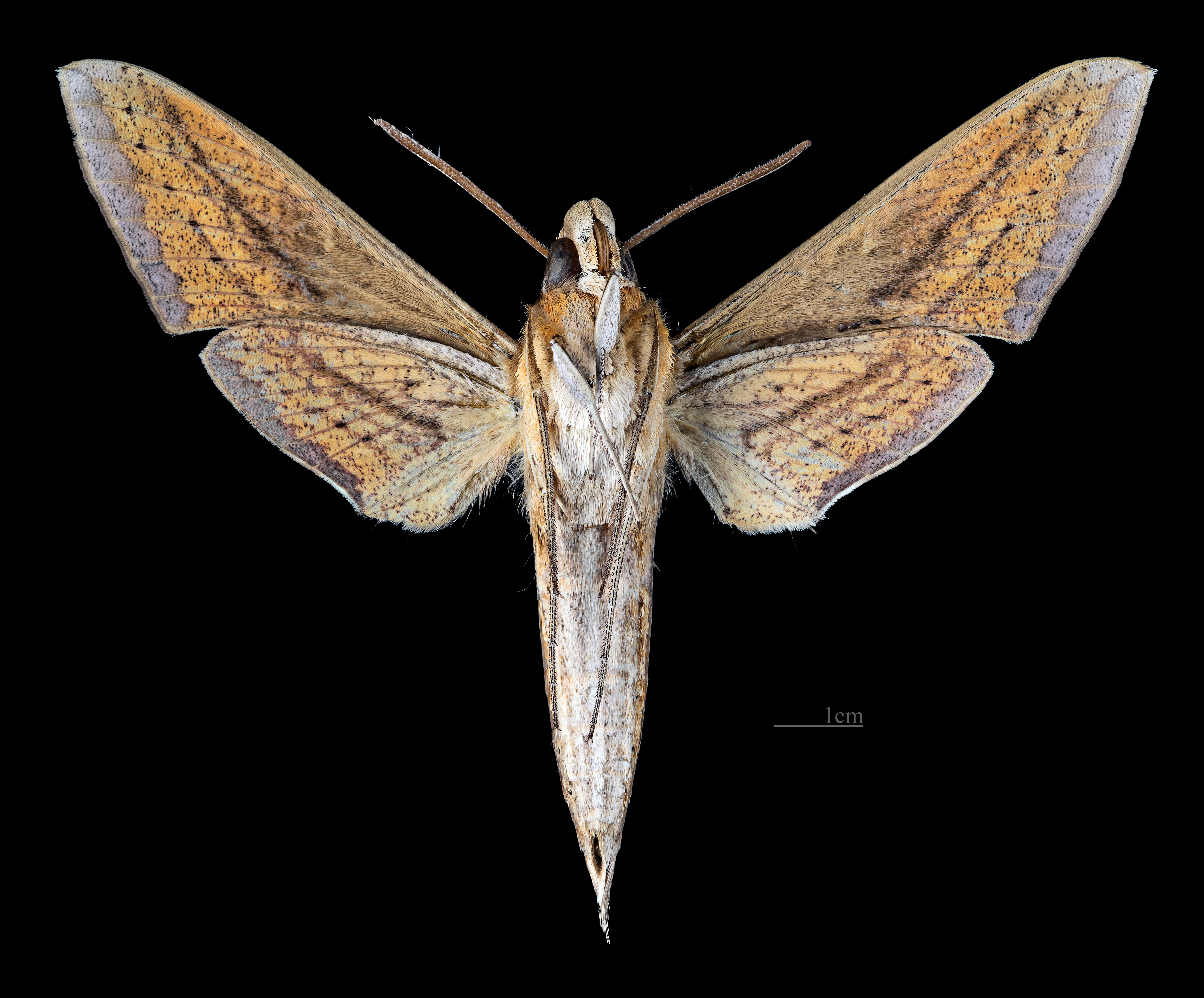
♂ △
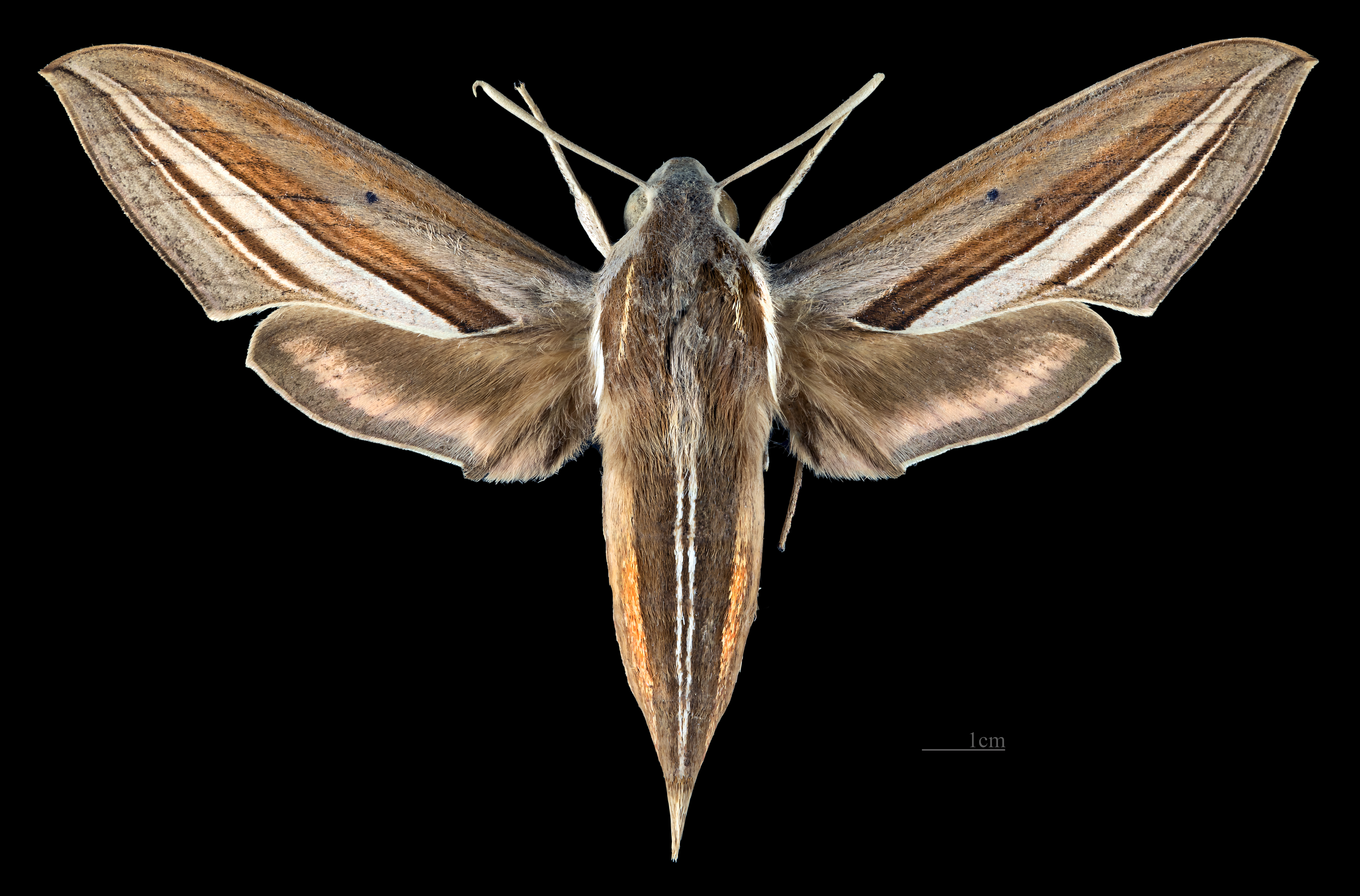
♀
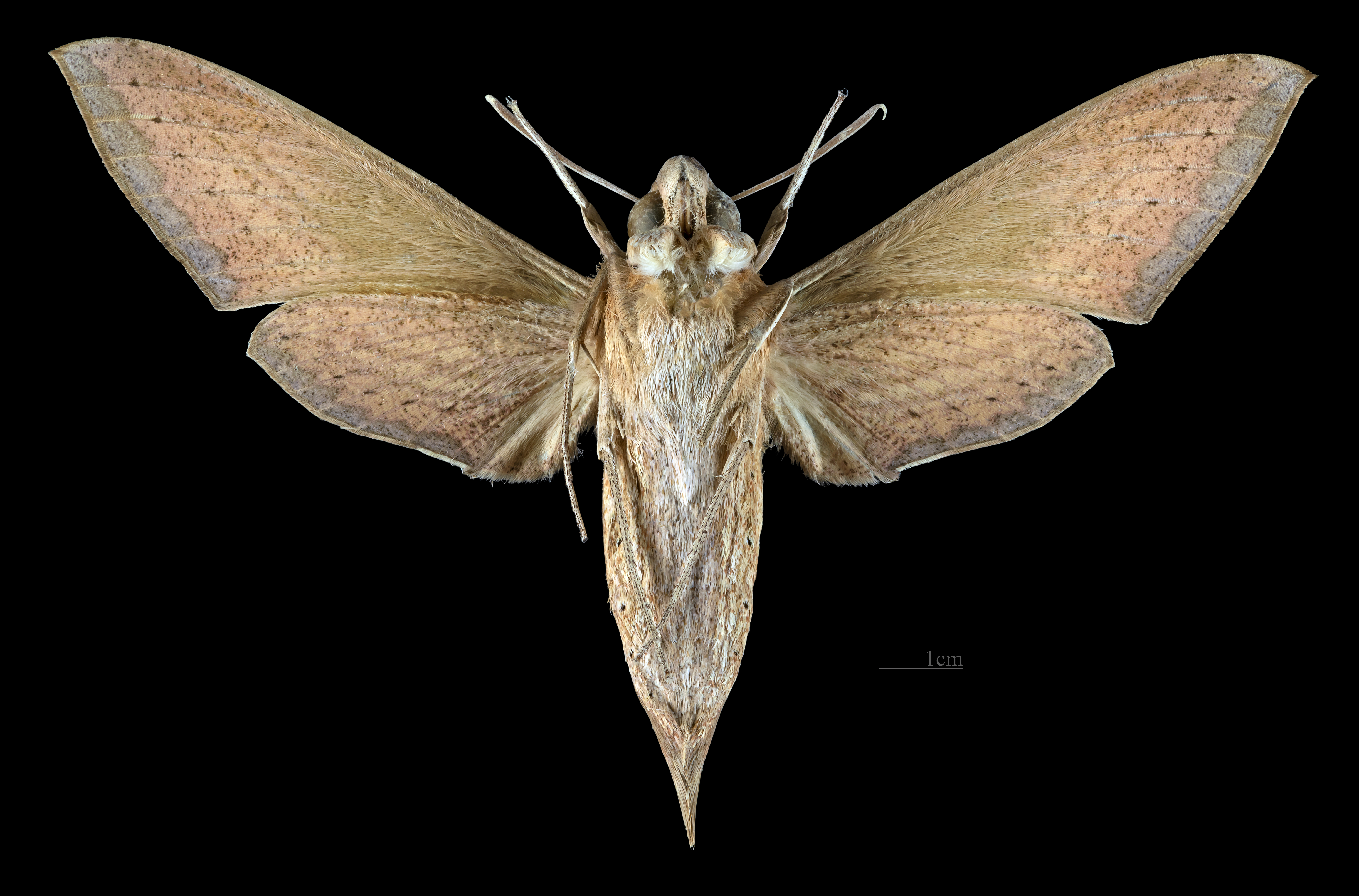
♀ △

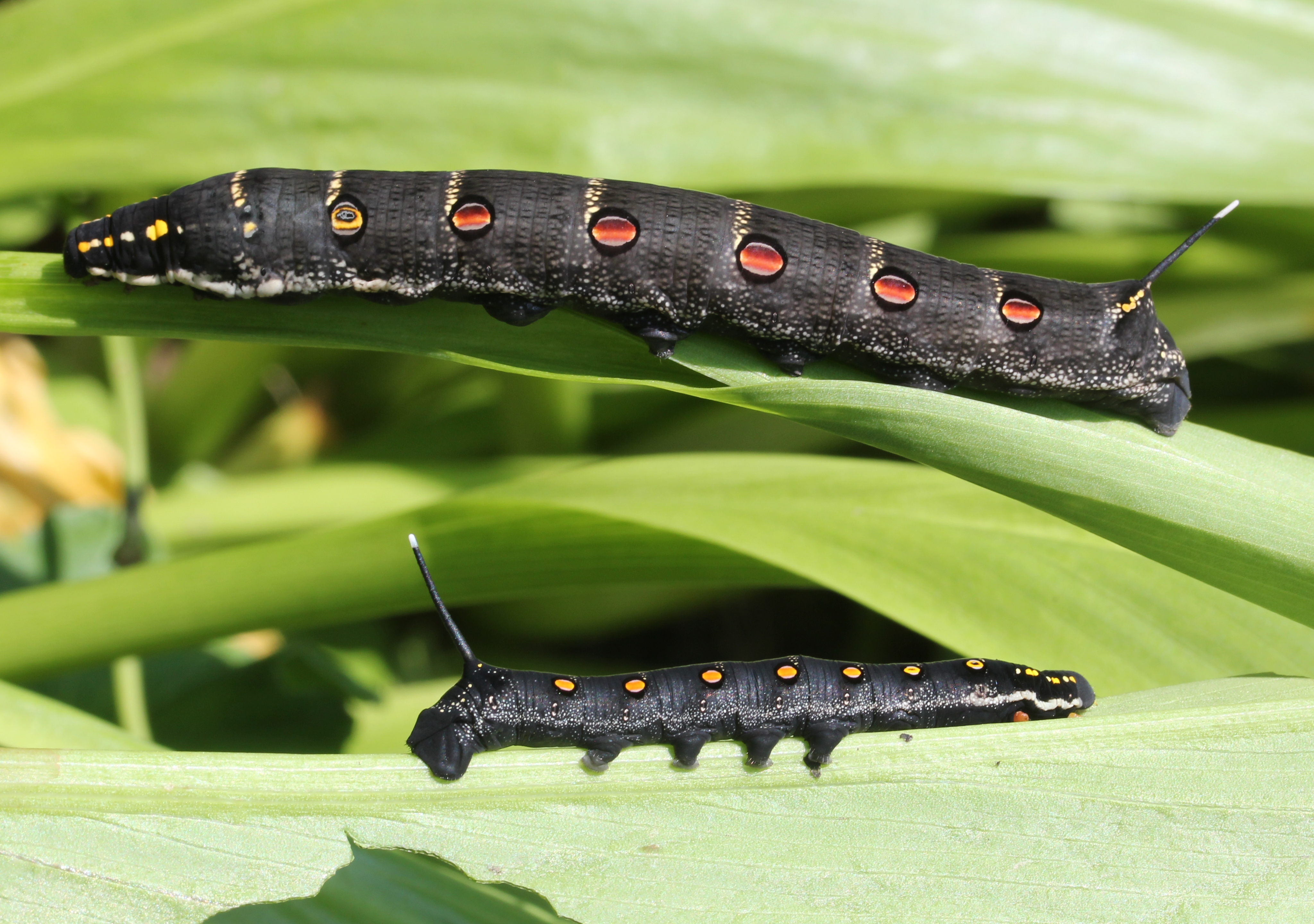
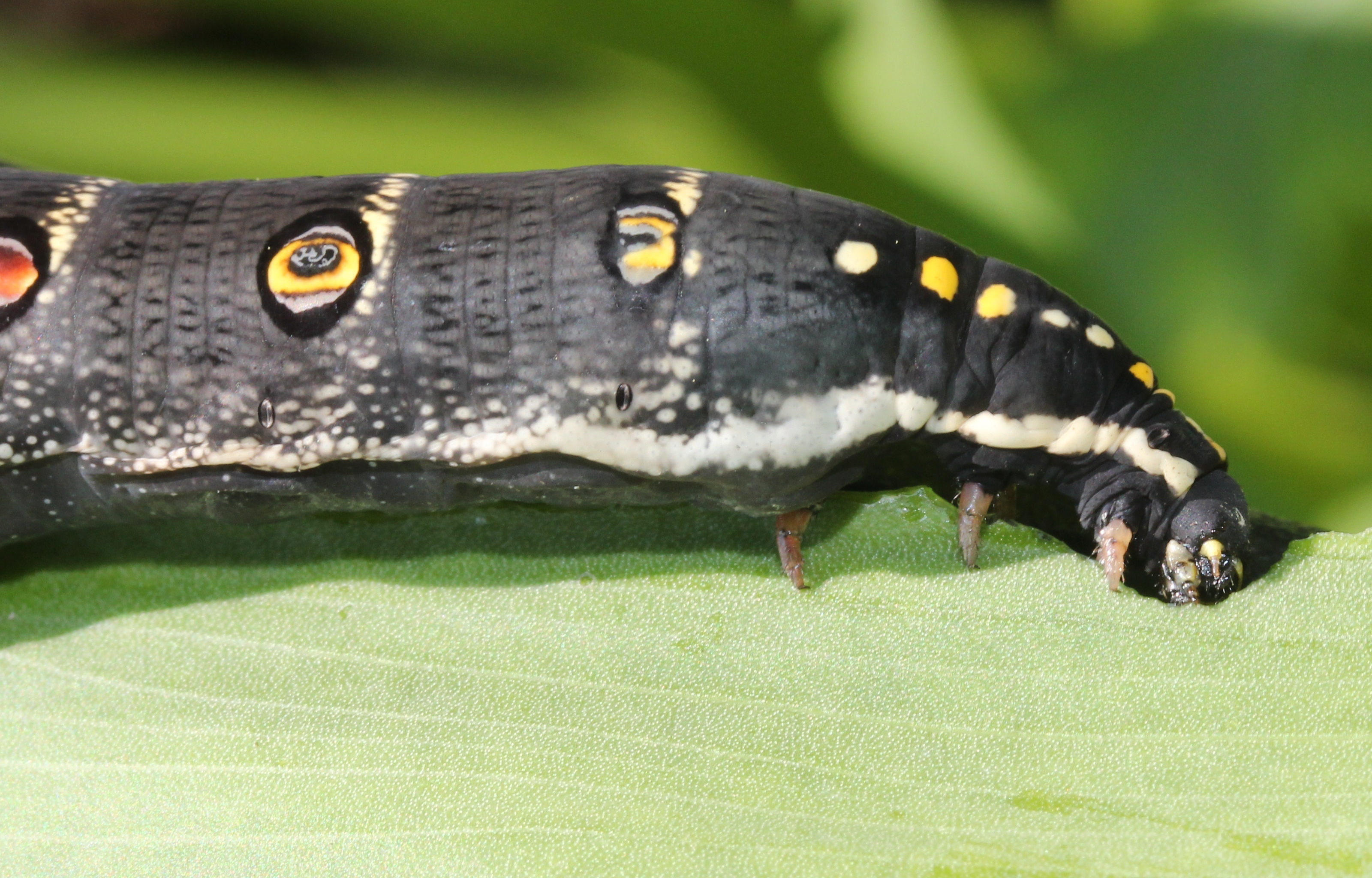
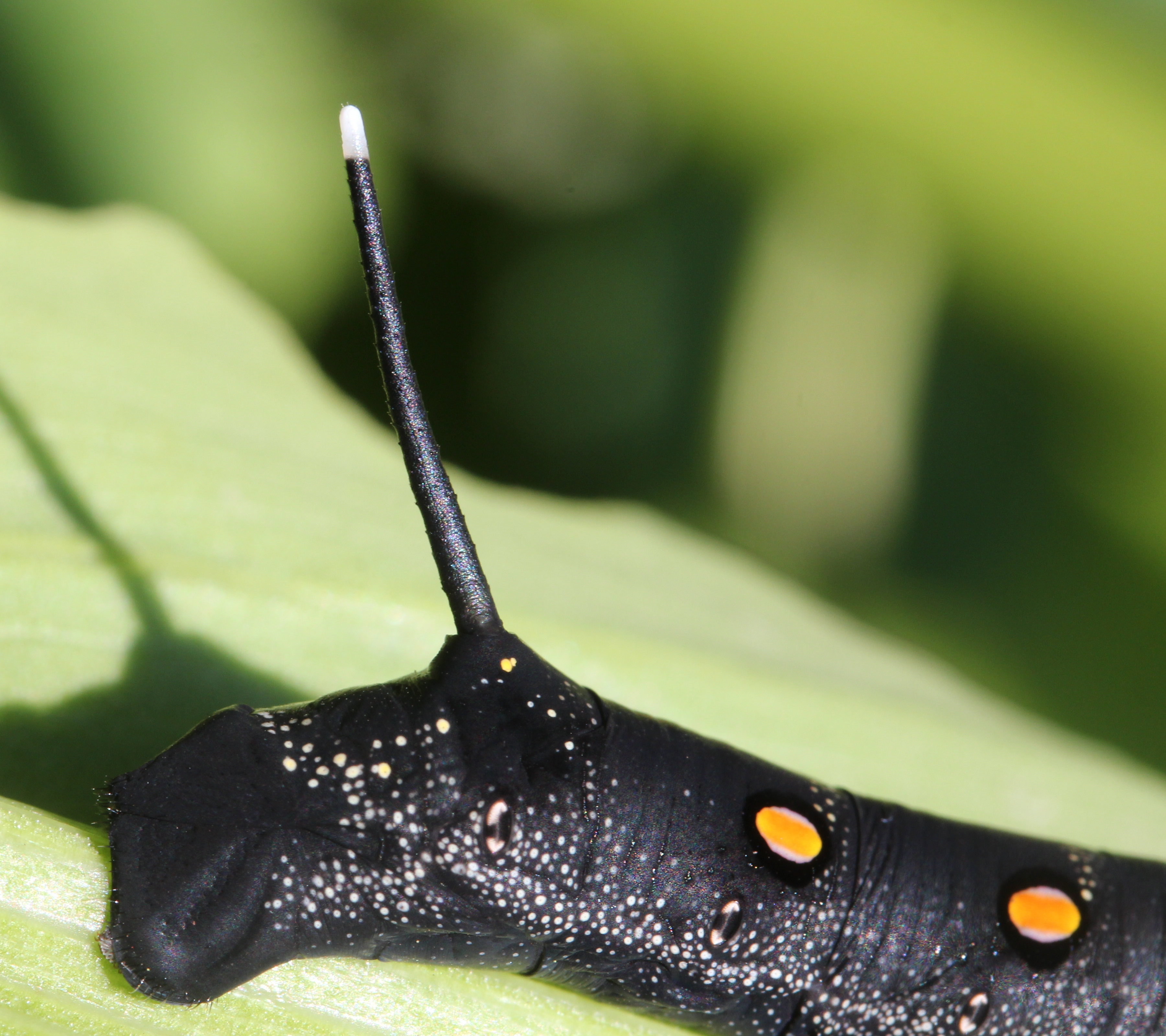